# Alfredo Vignale
Alfredo Vignale (Torino, 15 giugno 1913 – Grugliasco, 16 novembre 1969) è stato un imprenditore italiano, fondatore della Carrozzeria Vignale.

## Biografia

### La formazione
Quinto di sette fratelli, appena undicenne Alfredo Vignale iniziò a lavorare come garzone presso l'Officina Ferrero e Morandi, azienda torinese con stabilimento in piazza Enrico Toti che produceva scocche per carrozze e automobili.
A diciassette anni, nel 1930, era già un abile battilastra e fu assunto da Battista Farina detto Pinin, che aveva appena aperto la sua azienda dopo essersi staccato dal fratello maggiore Giovanni. Fu per Vignale un'ulteriore grande scuola. Dopo il servizio militare, nel 1936, venne ingaggiato dagli Stabilimenti Farina, dove già lavorano il padre Francesco e i fratelli Eusebio e Guglielmo come verniciatori,  assumendo la guida del reparto lastratura.
Parimenti al suo maestro Pinin, Vignale era solito sorvegliare la costruzione dei prototipi, apponendo le sue correzioni direttamente sulla carrozzeria grezza con l'aiuto di un gessetto.  Negli oltre venti anni di lavoro, prima come apprendista, poi alla Pininfarina e infine agli "Stabilimenti Farina", Vignale ebbe modo di farsi conoscere ed apprezzare da molti committenti e addetti ai lavori, ma l'incertezza causata dal turbinosi eventi politici negli anni trenta e l'assenza di adeguati capitali non gli consentirono di aprire una sua carrozzeria.

### La svolta imprenditoriale
L'atmosfera di febbrile e caotica attività ricostruttiva dell'immediato dopoguerra ispirò a Vignale l'idea mettersi in proprio, cosa che fece il 26 ottobre 1946, con l'aiuto di Piero Dusio, titolare della Cisitalia,  fondando a Torino la Carrozzeria Vignale & C., in un capannone di 1.000 m² in via Cigliano, risparmiato dai bombardamenti. All'inizio ebbe la collaborazione del fratello Guglielmo, che più tardi lasciò l'azienda, sostituito dal fratello minore Giuseppe, e l'aiuto economico dell'amico Angelo Balma che ne divenne socio.
L'attività del carrozziere conosce ben presto un notevole successo, grazie alle Cisitalia che carrozza per Dusio e poi alle Ferrari che realizza dal 1950 al 1954, e che vincono le più importanti corse dell'epoca, tra cui la Carrera Panamericana del 1951 e la Mille Miglia dal 1951 a 1953.  Tutte queste vetture furono realizzate anche grazie alla matita di Giovanni Michelotti, che già era giovane disegnatore quando collaborava con Alfredo agli Stabilimenti Farina prima della guerra. In quegli anni furono un susseguirsi di affermazioni ai concorsi internazionali d'eleganza e di successi commerciali su telai di tutta la marche, dalla Fiat alla Lancia, dalla Maserati alla Osca, dalla Alfa Romeo alle più prestigiose Case Americane
Alla fine degli anni '50 la forte crescita provacata da un notevole aumento delle commesse in pochi anni lo costringe a cambiare sede per trasferirsi a Grugliasco, nel nuovo impianto di 40.000 m². Qui la collaborazione più importante sarà con la Maserati per la quale produrrà modelli noti come la "GT 3500 spider", la "Sebring", la "Mexico" e la "Indy".

### Le prime difficoltà
Nella seconda metà degli anni sessanta le deludenti vendite dei modelli coupé "Eveline" e "Samantha", realizzati su meccaniche FIAT 124 e 125, fecero intuire a Vignale che l'epoca delle special su meccaniche di grande serie volgeva al termine. L'azienda, anche se ampia e modernamente attrezzata, aveva mantenuto uno stile produttivo decisamente artigianale con personale altamente specializzato e, quindi, di ridotta entità numerica, parimenti al modesto volume produttivo. Né si poteva pensare ad uno stravolgimento del know-how aziendale, attuando un radicale ammodernamento con grandi investimenti che avrebbero portato vantaggi solo a lungo termine. L'unica preoccupazione di Vignale era trovare una soluzione che consentisse di salvaguardare il patrimonio umano e professionale, composto dai suoi 140 operai.
In quegli anni la Carrozzeria Vignale si era fatta apprezzare anche nel Nuovo mondo, realizzando prototipi e show car per grandi industrie statunitensi o su bozzetti di designer d'oltreoceano, come la AMC AMX/2 o la Ferrari 330 "Shooting Brake" e nel 1969 ricevette un'offerta di acquisto da parte della multinazionale Rowan Industries, partner commerciale di GM e Ford, che in Italia già controllava finanziariamente De Tomaso e Ghia.
La Rowan inviò alcuni dirigenti per trattare l'acquisizione della Vignale, coadiuvati dai referenti italiani Alejandro de Tomaso,  il direttore della Ghia Vincenzo Bonica e Alfieri Maserati, fratello di Ernesto. Gli inviati americani della Rowan che avevano potuto ammirare le avveniristiche soluzioni estetiche e tecniche del prototipo AMC AMX/2 al Salone di Chicago, chiesero di poter visitare l'ufficio tecnico aziendale che aveva realizzato una tale opera. Rimasero piuttosto perplessi quando il carrozziere estrasse dalla tasca della giacca il consueto mozzicone di gessetto bianco e mostrandolo disse: «Questo è il mio ufficio tecnico». L'episodio è significativo e fa comprendere la ragione delle lunghe e laboriose trattative tra le diverse mentalità industriali dei contraenti.

### La morte improvvisa
Alfredo Vignale morì a causa di un incidente stradale che alcuni storiografi del motorismo definirono "oscuro".
In effetti le modalità del sinistro risultano strane, così come gli eventi che lo hanno preceduto. Nel sabato del 15 novembre 1969, Vignale trascorse gran parte della serata partecipando al torneo di biliardo del suo dopolavoro aziendale con cena conclusiva. Il torneo si protrasse nella notte e alle 4 mattutine del giorno successivo, mentre tornava a casa alla guida della sua Fiat 1500 si schiantò ad alta velocità, poche centinaia di metri dopo e in pieno rettilineo, contro il palo di un semaforo. Immediatamente soccorso da un amico che lo precedeva con la sua auto, Vignale spirò durante il trasporto all'ospedale.
La settimana successiva i soci e gli eredi di Alfredo Vignale perfezionarono e siglarono l'accordo che poneva la Carrozzeria Vignale sotto il controllo della Rowan.